# Свиреща чапла
Свирещата чапла (Syrigma sibilatrix) е вид птица от семейство Чаплови (Ardeidae), единствен представител на род Syrigma.

## Разпространение и местообитание
Разпространен е в Аржентина, Боливия, Бразилия, Венецуела, Колумбия, Парагвай и Уругвай.